# 春日神社 (茨木市清水)
春日神社（かすがじんじゃ）は大阪府茨木市にある神社。延喜式神名帳に記されている摂津国島下郡の式内社の論社である。

## 歴史
式内須久久神社二座の一つで、「神宮雑例集」に天平12年（740年）4月5日、右大臣中臣清麻呂が当地に籠居し、その住居附近に祖神を祀ったもの。
- 明暦元年（1655年）に元宿久庄村の属邑から独立し、春日神社と称した。
- 明治5年（1872年）に村社に列す。
- 平成22年（2010年）8月28日 不審火による火災で本殿・拝殿を焼失。
- 平成24年（2012年）3月25日 本殿・拝殿の再建が完成。

## 祭神

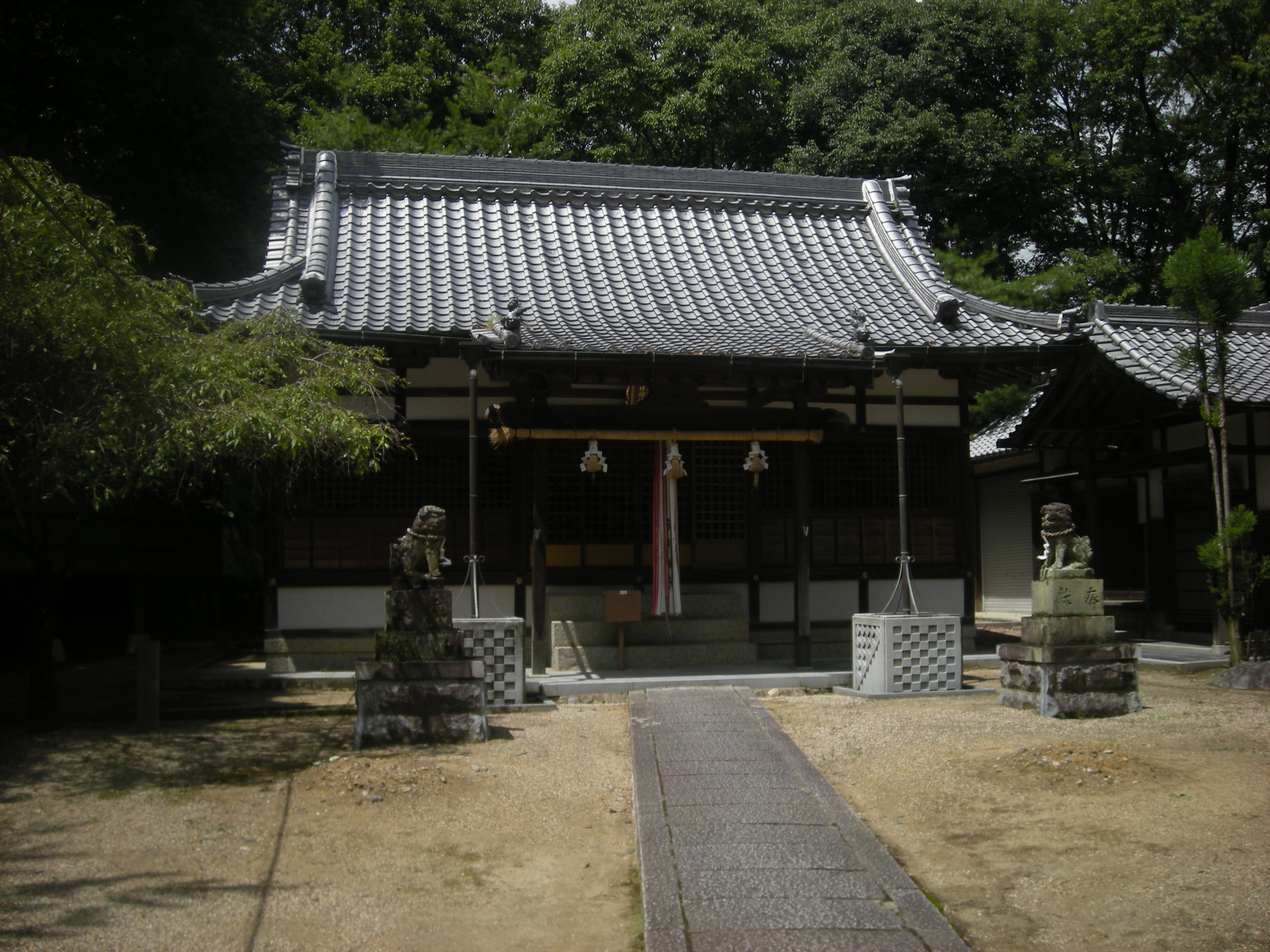
焼失前の旧拝殿

- 天児屋根命
- 武甕槌命
- 経津主命
- 比売大神